# Terreur dans le ciel
Terreur dans le ciel (titre original : Terror Out of the Sky) est un téléfilm américain de Lee H. Katzin diffusé en 1978.

## Synopsis
Une nouvelle race d'abeilles voit le jour dans un laboratoire de recherche et sème la terreur le jour de l'Indépendance...

## Fiche technique
- Titre original : Terror Out of the Sky
- Réalisation : Lee H. Katzin
- Scénario : Peter Nelson, Doris Silverton et Guerdon Trueblood
- Directeur de la photographie : Michel Hugo
- Montage : George B. Hively
- Musique : William Goldstein
- Production : Peter Nelson
- Genre : Film d'horreur
- Pays :  États-Unis
- Durée : 97 minutes
- Date de diffusion :
  -  États-Unis : 26 décembre 1978

## Distribution
- Efrem Zimbalist Jr. (VF : Jacques Thébault) : David Martin
- Dan Haggerty (VF : Jacques Ferrière) : Nick Willis
- Tovah Feldshuh (VF : Claude Chantal) : Jeanne Devereux
- Lonny Chapman : Earl Logan
- Ike Eisenmann (VF : Thierry Bourdon) : Eric Mangus
- Joe E. Tata (VF : José Luccioni) : Groves
- Richard Herd : Col. Mangus
- Charles Hallahan : Tibbles Sr.
- Ellen Blake : l'agent
- Bruce French : Eli Nathanson
- Steve Franken : Paul Gladstone
- Norman Gary : Finley Dermott
- Philip Baker Hall (VF : Pierre Hatet) : Starrett
- Melinda Peterson : l'opératrice informatique
- Poindexter : Mike